# Kabinett Lipponen II
Das Kabinett Lipponen II war das 67. Kabinett in der Geschichte Finnlands. Es wurde am 15. April 1999 vereidigt und am 17. April 2003 entlassen.  Beteiligte Parteien waren SDP, Nationale Sammlungspartei, Schwedische Volkspartei, Grüner Bund und Linksbündnis.

## Minister
| Ressort                             | Name                                                                              | Partei                  |
| ----------------------------------- | --------------------------------------------------------------------------------- | ----------------------- |
| Ministerpräsident                   | Paavo Lipponen                                                                    | SDP                     |
| Stellvertretender Ministerpräsident | Sauli Niinistö ab 30. August 2001: Ville Itälä                                    | KOK                     |
| Äußeres                             | Tarja Halonen ab 25. Februar 2000: Erkki Tuomioja                                 | SDP                     |
| Justiz                              | Johannes Koskinen                                                                 | SDP                     |
| Inneres                             | Kari Häkämies ab 1. Juni 2000: Ville Itälä                                        | KOK                     |
| Verteidigung                        | Jan-Erik Enestam                                                                  | RKP                     |
| Finanzen                            | Sauli Niinistö                                                                    | KOK                     |
| Koordination Finanzen               | Suvi-Anne Siimes                                                                  | VAS                     |
| Bildung                             | Maija Rask                                                                        | SDP                     |
| Land- und Forstwirtschaft           | Kalevi Hemilä ab 1. Februar 2002: Raimo Tammilehto ab 31. Mai 2002: Jari Koskinen | parteilos parteilos KOK |
| Verkehr                             | Olli-Pekka Heinonen                                                               | KOK                     |
| Handel und Industrie                | Erkki Tuomioja ab 25. Februar 2000: Sinikka Mönkäre                               | SDP                     |
| Soziales und Gesundheit             | Maija Perho                                                                       | KOK                     |
| Arbeit                              | Sinikka Mönkäre ab 25. Februar 2000: Tarja Filatov                                | SDP                     |
| Umwelt                              | Satu Hassi ab 31. Mai 2002: Jouni Backman                                         | VIHR SDP                |